# Labdia
Labdia is een geslacht van vlinders uit de familie prachtmotten (Cosmopterigidae).

## Soorten
- L. acmostacta Meyrick, 1932
- L. acroplecta (Meyrick, 1915)
- L. aeolochorda Meyrick, 1927
- L. albilineella (Deventer, 1904)
- L. albimaculella (Deventer, 1904)
- L. allotriopa Meyrick, 1923
- L. amphipterna (Meyrick, 1917)
- L. ancylosema Turner, 1923
- L. apenthes Turner, 1939
- L. aphanogramma Meyrick, 1931
- L. aprepes Bradley, 1961
- L. arachnitis (Meyrick, 1907)
- L. aresta Turner, 1926
- L. argyrophracta Turner, 1923
- L. arimaspia (Meyrick, 1897)
- L. auchmerodes Turner, 1939
- L. bathrosema (Meyrick, 1897)
- L. bicolorella (Snellen, 1901)
- L. bitabulata Meyrick, 1935
- L. bryomima (Meyrick, 1897)
- L. calida Meyrick, 1921
- L. calthula Turner, 1923
- L. calypta Bradley, 1961
- L. callibrocha (Meyrick, 1915)
- L. capnobaphes Meyrick, 1935
- L. caraunia (Meyrick, 1897)
- L. caroli J.C. Koster, 2008
- L. catapneusta (Meyrick, 1917)
- L. caudata (Meyrick, 1917)
- L. caulota Meyrick, 1918
- L. cedrinopa Meyrick, 1928
- L. ceriocosma Meyrick, 1934
- L. citracma (Meyrick, 1915)
- L. citroglypta Meyrick, 1928
- L. clodiana Meyrick, 1927
- L. clopaea (Meyrick, 1917)
- L. clytemnestra Meyrick, 1923
- L. compar Meyrick, 1921
- L. cosmangela Meyrick, 1923
- L. cremasta (Meyrick, 1915)
- L. crococarpa Meyrick, 1928
- L. crocotypa Turner, 1923
- L. cyanocoma Meyrick, 1922
- L. cyanodora Meyrick, 1935
- L. cyanogramma (Meyrick, 1897)
- L. chalcoplecta Turner, 1933
- L. chryselectra (Meyrick, 1897)
- L. chrysosoma Meyrick, 1928
- L. deianira Meyrick, 1927
- L. deliciosella Walker, 1864
- L. dicarpa Meyrick, 1927
- L. dicyanitis Meyrick, 1934
- L. dimidiella Snellen
- L. diophanes Meyrick, 1927
- L. dolomella Bradley, 1961
- L. echioglossa Meyrick, 1928
- L. ejaculata Meyrick, 1921
- L. embrochota (Meyrick, 1914)
- L. emphanopa Meyrick, 1922
- L. erebopleura Meyrick, 1922
- L. eugrapta Meyrick, 1927
- L. fletcherella Bradley, 1951
- L. gastroptila Meyrick, 1931
- L. glaucoxantha Meyrick, 1921
- L. gypsodelta Meyrick, 1927
- L. halticopa Meyrick, 1927
- L. hastifera Meyrick, 1920
- L. helena Meyrick, 1928
- L. hexaspila Turner, 1923
- L. hierarcha (Meyrick, 1897)
- L. holopetra Meyrick, 1927
- L. ilarcha (Meyrick, 1911)
- L. incompta (Meyrick, 1917)
- L. inodes Meyrick, 1922
- L. internexa Meyrick, 1927
- L. intuens Meyrick, 1923
- L. iolampra Meyrick, 1938
- L. ioxantha Meyrick, 1915
- L. irigramma Meyrick, 1927
- L. irimetalla Meyrick, 1933
- L. iriphaea Meyrick, 1932
- L. ischnotypa Turner, 1923

- L. isomerista Bradley, 1961
- L. issikii Inoue et al., 1982
- L. lampropeda (Meyrick, 1917)
- L. leptonoma Meyrick, 1927
- L. leucatella (Snellen, 1901)
- L. leucombra (Meyrick, 1897)
- L. leuconota Turner, 1923
- L. leucoxantha Meyrick, 1927
- L. liolitha Meyrick, 1922
- L. macrobela Meyrick, 1918
- L. microchalca Meyrick, 1921
- L. microdictyas Meyrick, 1923
- L. microglena (Meyrick, 1915)
- L. mitrophora Turner, 1923
- L. molybdaula (Meyrick, 1915)
- L. niphocera Turner, 1923
- L. niphostephes Turner, 1923
- L. niphoxantha Meyrick, 1930
- L. notochorda (Meyrick, 1907)
- L. nutrix Meyrick, 1928
- L. ochrostephana Turner, 1923
- L. ochrotypa Bradley, 1961
- L. orthoschema Turner, 1923
- L. orthritis Meyrick, 1930
- L. oxycharis Meyrick, 1921
- L. oxychlora Meyrick, 1932
- L. oxyleuca (Meyrick, 1915)
- L. pammeces Turner, 1923
- L. pantophyrta Turner, 1923
- L. paropis (Meyrick, 1915)
- L. pentachrysis (Meyrick, 1931)
- L. petroxesta Meyrick, 1921
- L. phaeocala Turner, 1926
- L. philocarpa (Meyrick, 1921)
- L. picrochalca Meyrick, 1937
- L. pileata (Meyrick, 1897)
- L. planetopa (Meyrick, 1915)
- L. promacha (Meyrick, 1897)
- L. properans Meyrick, 1927
- L. psarodes Bradley, 1961
- L. ptilodelta (Meyrick, 1922)
- L. pyrrhota (Meyrick, 1915)
- L. rationalis Meyrick, 1921
- L. redimita (Meyrick, 1917)
- L. rhadinopis Turner, 1923
- L. rhectaula Meyrick, 1927
- L. rhoecosticha Turner, 1923
- L. saliens Meyrick, 1928
- L. saponacea Meyrick, 1922
- L. sarcodryas Meyrick, 1922
- L. sarcogypsa Meyrick, 1932
- L. scenodoxa Meyrick, 1923
- L. schismatias (Meyrick, 1897)
- L. selenopsis (Meyrick, 1905)
- L. semicoccinea

Aziatisch prachtmotje (Stainton, 1859)
- L. semiramis Meyrick, 1930
- L. semnolitha Meyrick, 1928
- L. sirenia (Meyrick, 1917)
- L. sophista (Meyrick, 1917)
- L. sphenoclina Meyrick, 1922
- L. spirocosma Meyrick, 1921
- L. stibogramma Meyrick, 1924
- L. symbolias (Meyrick, 1906)
- L. tentoria (Meyrick, 1911)
- L. terenopa (Meyrick, 1917)
- L. torodoxa Meyrick, 1928
- L. tribrachynta Meyrick, 1928
- L. trichaeola Meyrick, 1933
- L. triploa Turner, 1923
- L. tripola (Meyrick, 1909)
- L. tristoecha Turner, 1923
- L. trivincta (Meyrick, 1897)
- L. xylinaula Meyrick, 1935
- L. zonobela Turner, 1923